# Georg Quabbe
Georg Quabbe (* 20. März 1887 in Breslau; † 17. Juli 1950 in Frankfurt am Main) war ein deutscher Rechtsanwalt und Schriftsteller.

## Leben
Georg Quabbe wurde 1887 geboren. Sein Vater war der Breslauer Kaufmann Ferdinand Quabbe, seine Mutter Anna, geborene Naundorf. Er studierte Rechtswissenschaften und schloss dieses Studium mit der Promotion zum Dr. jur. ab. 1912 arbeitete er als Gerichtsreferendar in Breslau; am 16. Dezember desselben Jahres heiratete er Erika Auguste Margarete Bucksch, eine Kaufmannstochter, die später unter dem Künstlernamen Erika Unruh Karriere als Schauspielerin machen sollte. Am 5. Oktober 1915 wurde die Ehe geschieden. Seine zweite Ehefrau war Elisabeth von Heyden, die er am 19. Mai 1922 heiratete.
Quabbe, der zunächst Mitglied der DNVP war und später zur Konservativen Volkspartei wechselte, ist bekannt vor allem als Autor des Großessays Tar a Ri. Variationen über ein konservatives Thema (1927). Er vertrat damit innerhalb der sog. „konservativen Revolution“ eine gemäßigte, an Edmund Burke und Thomas Mann (Betrachtungen eines Unpolitischen) orientierte Position. Der Titel „Tar a Ri“ ist nach Quabbe der irische Ausruf „Komm, o König!“, von dem sich die Parteibezeichnung der Tories abgeleitet haben soll.
Im Jahr 1945 gehörte Quabbe zu wenigen politisch unbelasteten Juristen, die von der Besatzungsmacht nach einem Justizium bei der Eröffnung der Gerichte wieder eingestellt wurden. Am 17. Oktober 1946 berief der hessische Justizminister Georg-August Zinn ihn zum Generalstaatsanwalt in Hessen. Quabbe starb 1950 in Frankfurt am Main infolge eines Schlaganfalls.

## Schriften
- Die völkerrechtliche Garantie (Dissertation). Breslau (1909) 1911.
- Tar a Ri. Variationen über ein konservatives Thema. Berlin 1927 (Nachdruck 2007, ISBN 3-922119-31-X).
- Das letzte Reich. Wandel und Wesen der Utopie. Leipzig 1933 (Nachdruck 2014, ISBN 978-3-939869-64-1).
- Goethes Freunde. Drei Essays. Stuttgart 1949.